# Aponogeton natans
Aponogeton natans là một loài thực vật có hoa trong họ Aponogetonaceae. Loài này được (L.) Engl. & K.Krause mô tả khoa học đầu tiên năm 1906.